# Alejandro Garbi
Alejandro „Alex“ Garbi Caro (* 6. März 1983 in Castellón) ist ein ehemaliger spanischer Squashspieler.

## Karriere
Alejandro Garbi startete seine professionelle Karriere im Jahr 2003 und gewann bislang einen Titel auf der PSA World Tour. Dieser Sieg gelang ihm im September 2013 im brasilianischen Maringá. Mit der spanischen Nationalmannschaft nahm er 2005, 2007 und 2011 an Weltmeisterschaften teil.

## Erfolge
- Gewonnene PSA-Titel: 1